# Paolo Fregoso
Paolo Fregoso (Gênova, 19 de fevereiro de 1461 - Roma, 22 de março de 1498) foi um cardeal do século XV.

## Primeiros anos
Nasceu em Gênova em 1428. Da linha Oltregiogo da família. Filho de Battista I Fregoso, doge de Gênova, e de sua segunda esposa, Ilaria Guinigi, do signori de Lucca. Seu sobrenome também consta como Campofregoso e Campofrigoso. Ele foi chamado de Cardeal de Gênova.

## Ordens sagradas
Depois de uma juventude tempestuosa, ingressou no estado eclesiástico (não foram encontradas mais informações).

## Vida pregressa
Cânon do capítulo da catedral de Savona, 23 de julho de 1448. Protonotário apostólico. Abade comendador da abadia cisterciense de S. Andrea di Sestri Ponente, 1452; a comenda foi revogada após sua promoção à sé de Gênova. A pedido de seu irmão Pietro, doge de Gênova, foi elevado ao episcopado.

## Episcopado
Eleito arcebispo de Gênova em 7 de fevereiro de 1453; renunciou à sé em 13 de fevereiro de 1495 em favor do cardeal Jorge da Costa, que recebeu a sé em comenda ; O Cardeal Fregoso reservou-se o direito de regresso; com a renúncia deste último, recebeu a sé comenda em 29 de julho de 1496 e a ocupou até sua morte. Consagrado em 12 de abril de 1456 (nenhuma informação adicional encontrada). Empurrou os franceses de Gênova e os derrotou em 17 de julho de 1461. Com permissão do Papa Pio II, fez-se nomear doge de Gênova em 14 de maio de 1462, em substituição de seu primo Luigi; ele teve que se aposentar em 31 de maio de 1462 por causa de sua violência. Retomou o cargo de doge em 8 de janeiro de 1463; mas sem muito sucesso, teve que se expatriar em 20 de abril de 1464. Proprietário e comandante de uma frota corsária de 1464 a 1477. Abade comendador da abadia de S. Bernardo di Fontevivo, 1470.

## Cardinalato
Criado cardeal sacerdote no consistório de 15 de maio de 1480; recebeu o título de S. Anastasia vários dias depois. Ele havia equipado para Gênova uma frota de vinte e um navios que conduziu para Civita Vecchia e S. Paolo fuori le mura, onde chegou em 30 de junho de 1481; foi recebido pelo papa em consistório público; o papa celebrou as restantes cerimónias da sua elevação ao cardinalato e entregou o anel de legado e o estandarte da frota, que comandou com o título de almirante da Santa Igreja Romana; foi a Nápoles e lá se juntou à frota do rei Fernando I, para sitiar os turcos em Otranto; chegou lá no dia 10 de setembro; o papa ordenou-lhe que tentasse persuadir o inimigo e tentar tomar Valona; regressou a Civita Vecchia no início de outubro, onde o Papa Sisto IV foi vê-lo para refutar as suas objeções até 17 de outubro, mas sem sucesso; ele voltou para Gênova com seus navios. Nomeado bispo de Ajaccio em comenda em 1482; ocupou a sé até sua morte. Tornou-se doge de Gênova pela terceira vez, de 25 de novembro de 1483 a 6 de janeiro de 1488, quando foi forçado a abdicar por causa de seu governo tirânico; foi para Roma, onde chegou em 8 de dezembro de 1488 e residiu próximo à basílica de Ss. XII Apóstolos. Não participou do conclave de 1484 , que elegeu o Papa Inocêncio VIII. Acompanhou o Papa Inocêncio VIII a Ostia em 15 de novembro de 1489 e retornou com ele a Roma três dias depois. Optou pelo título de S. Sisto ca. 1489 (1) . Em 9 de janeiro de 1492 renunciou à comenda do mosteiro de S. Maria de Clairval à Fontevivo, diocese de Parma. Participou do conclave de 1492 , que elegeu o Papa Alexandre VI. Nomeado legado na Campânia em 31 de agosto de 1492. Nomeado administrador da sé de Accia, Córsega, em 26 de março de 1493; ocupou o cargo até 21 de fevereiro de 1494. Em 6 de abril de 1495, esteve em Nápoles com o rei Carlos VIII da França e em 1º de junho acompanhou-o a Roma. Em 14 de janeiro de 1496, ele retornou a Roma vindo de uma legação na Ligúria.
Morreu em Roma em 22 de março de 1498. Enterrado na basílica de Ss. XII Apóstolos, Roma.